# Be Yourself (Patti LaBelle)
| Recensione      | Giudizio |
| --------------- | -------- |
| AllMusic        |          |
| Chicago Tribune |          |
| Rolling Stone   |          |

Be Yourself è il nono album solista della cantante americana Patti LaBelle, pubblicato nel 1989 dall'etichetta discografica MCA Records.

## Descrizione
Il suo secondo album con la compagnia dopo il successo dell'album certificato platino del 1986, Winner in You . L'album contiene il singolo If You Asked Me To (uno dei 10 migliori singoli R&B negli Stati Uniti della LaBelle, in seguito cantato anche da Céline Dion, che è stato incluso nella colonna sonora del film di James Bond, 007 - Vendetta privata. Contiene inoltre la hit scritta da Prince, Yo Mister. L'album ha permesso alla LaBelle di esplorare il New jack swing grazie ai brani I Got It Like That, prodotto dai Full Force e dalla già citata Yo Mister.

## Tracce
1. "If You Asked Me To" – 3:58 (Diane Warren)
2. "I Can't Complain" – 5:08 (Sami McKinney, Raymond Jones)
3. "Be Yourself" – 5:40 (Bunny Hull, Thelma Houston, Jeff Hull)
4. "Yo Mister" – 5:08 (Prince)
5. "I Got It Like That" – 5:38 (Full Force)
6. "Love 89" – 5:09 (Prince, Sheena Easton)
7. "Still in Love" – 4:36 (Narada Michael Walden, Jeffrey Cohen)
8. "I'm Scared of You" – 4:46 (Allan Dennis Rich, Alan Roy Scott)
9. "Can't Bring Me Down" – 4:13 (Tena Clark, Gary Prim)
10. "Need a Little Faith" – 4:00 (Burt Bacharach, Carole Bayer Sager)
11. "I Can Fly" – 5:22 (Theodore McLean, Budd Ellison, Patti LaBelle)

## Staff e produzione
- Traccia 1 arrangiata da Aaron Zigman. Prodotta da Stewart Levine. Registrata e mixata da Darren Klein. Bunny Hull, Paulette Brown, Valerie Pinkston-Mayo: voce di background; Michael Landau: chitarre; Aaron Zigman: tastiere, sintetizzatori; Lenny Castro: percussioni
- Traccia 2 arrangiata e prodotta da Raymond Jones e Sami McKinney. Registrata e mixata da Larry Fergusson. Gerald Albright: sassofono; Raymond Jones: tastiere; Larry Robinson: batteria
- Tracce 3, 9 e 11 prodotte da James Ellison. Tracce 3 e 9 arrangiate da James Ellison; traccia 11 arrangiata da Nathaniel Wilkie. Registrate e mixate da Bob Fintz e Joe Tarsia; tracce 3 e 11 remixate da Louie Silas. Annette Hardeman, Desiree Coleman, Paula Holloway, Thelma Houston, Charlene Holloway, Deborah Dukes, Freddie Washington, Gabriel Hardeman Jr., OJ Smallwood: accompagnamento vocale; James Ellison: tastiere, percussioni; Nathaniel Wilke: tastiere, sintetizzatori; George Duke: piano; James Herbert Smith: chitarre; Lenny Castro: percussioni; Jim Salamone: programmazione di batteria
- Tracce 4 e 6 arrangiate, prodotte e interpretate da Prince. Registrate, mixate e remixate da Timmy Regisford.
- Traccia 5 arrangiata, prodotta, registrata e mixata dai Full Force. Full Force: tutti gli strumenti, voce di background; Lisa Lisa, Cheryl "Pepsii" Riley: voce di background
- Traccia 7 arrangiata da Jerry Hey. Prodotts da Narada Michael Walden. Registrata e mixata da David Frazer. Claytoven Richardson, Jim Gilstrap, Kitty Beethoven, Melisa Kary: voce di background; Corrado Rustici: chitarre; David Sancious, Walter Afanasieff: tastiere; Randy Jackson: sintetizzatore Moog Prodigy; Kenny G: sassofono; Narada Michael Walden: batteria; Greg Gonaway: piatti e percussioni
- Traccia 8 arrangiata e prodotta da Alan Roy Scott e Alan Dennis Rich. Lyndie White, Mona Rae Campbell, Ronee Martin: voce di background; Mark Leggett: chitarre; Brad Cole: tastiere; Dominic Genova: basso; Tom Walsh: batteria, percussioni
- Traccia 10 arrangiata e prodotta da Burt Bacharach e Carole Bayer Sager. Registrata e mixata da Mick Guzauski. Joe Pizzulo, Julia, Maxine e Oren Waters, Phil Perry, Stephanie Spruill: voce di background; Randy Kerber: pianoforte; Michael Boddicker: sintetizzatori; Dann Huff: chitarre; Neil Stubenhaus: basso; Jeff Porcaro: batteria; Lenny Castro: percussioni